# Andreas Zirlik
Andreas Zirlik (* 22. Januar 1974 in Schweinfurt) ist ein deutscher Mediziner. Sein wissenschaftlicher Schwerpunkt gilt der Erforschung inflammatorischer und immunologischer Mechanismen an der Schnittstelle von Atherosklerose, Myocardinfarkt und metabolischen Syndrom. Sein klinisches Interesse gilt der Interventionellen Kardiologie und im strukturellen Herzbereich insbesondere interventionellen Eingriffen an der Mitralklappe.

## Leben und Wirken
Nach dem Gymnasialabschluss und dem erfolgreichen Bestehen der bayerischen Hochbegabtenprüfung studierte er Medizin an der Universität Leipzig von 1993 bis 1999. Von der Universität Leipzig wurde er mit dem Wolfgang-Natonek-Preis für besonderes Engagement für die Interessen der Studierenden und herausragenden Studienleistungen ausgezeichnet. Im Anschluss begann er seine Ausbildung in der Inneren Medizin Kardiologie an der Universitätsklinik Freiburg unter der Anleitung von Christoph Bode. Von 2003 bis 2005 absolvierte er ein von der Deutschen Forschungsgemeinschaft (DFG) gefördertes Post-Doktoranden-Studium am Brighams Women’s Hospital der Harvard Medical School in Boston, USA bei dem Kardiologen Peter Libby. Hier entwickelte er seine Passion für immunologische Mechanismen bei vaskulären Erkrankungen und gründete im Anschluss nach seiner Rückkehr nach Freiburg die Atherogenesis Research Group Freiburg.
Nach Erlangung des Facharztdiploms wurde er 2009 zum Oberarzt befördert und schließlich 2013 zum Stellvertreter des Ärztlichen Direktors Christoph A. M. Bode an der Klinik für Kardiologie im Universitären Herzzentrum Freiburg.
Im Oktober 2018 wurde er schließlich zum Professor für Innere Medizin Kardiologie an der Medizinischen Universität Graz berufen und leitet seither die Klinische Abteilung für Kardiologie im Rahmen des Universitären Herzzentrums Graz. Andreas Zirlik ist amtierender Präsident der Deutschen Gesellschaft für Atheroskleroseforschung, Vorsitzender der Arbeitsgruppe Herz und Diabetes der Deutschen Gesellschaft für Kardiologie sowie von Amts wegen Mitglied des Vorstands der Österreichischen Gesellschaft für Kardiologie.

## Preise und Stipendien
- 1993–1999: Leistungsstipendium des Bayerischen Freistaates nach erfolgreichem Absolvieren der Bayerischen Hochbegabtenprüfung
- 10/1998: Verleihung des „Wolfgang-Natonek-Preises“(2) für hervorragende Studienergebnisse und besonderes Engagement für studentische Interessen durch die Vereinigung von Förderern und Freunden der Universität Leipzig e.V.
- 07/2003 – 06/2004: Forschungsstipendium der Deutschen Forschungsgemeinschaft: Die Rolle der CD40 Rezeptordefizienz in Atherom-assoziierten Endothelzellen, glatten Muskelzellen und Monozyten/Makrophagen mit besonderer Berücksichtigung zellspezifischer Aspekte der Signaltransduktion", DFG-ZI-743/1-1
- 09/2005 – 07/2006: Rückkehrerstipendium der Medizinischen Fakultät der Universität Freiburg
- 12/2007: MSD Stipendium für Arteriosklerose/Hypertonie 2007
- 2018: Albert-Fraenkel-Preis der Deutschen Gesellschaft für Kardiologie (DGK)